# BMC Speedfox

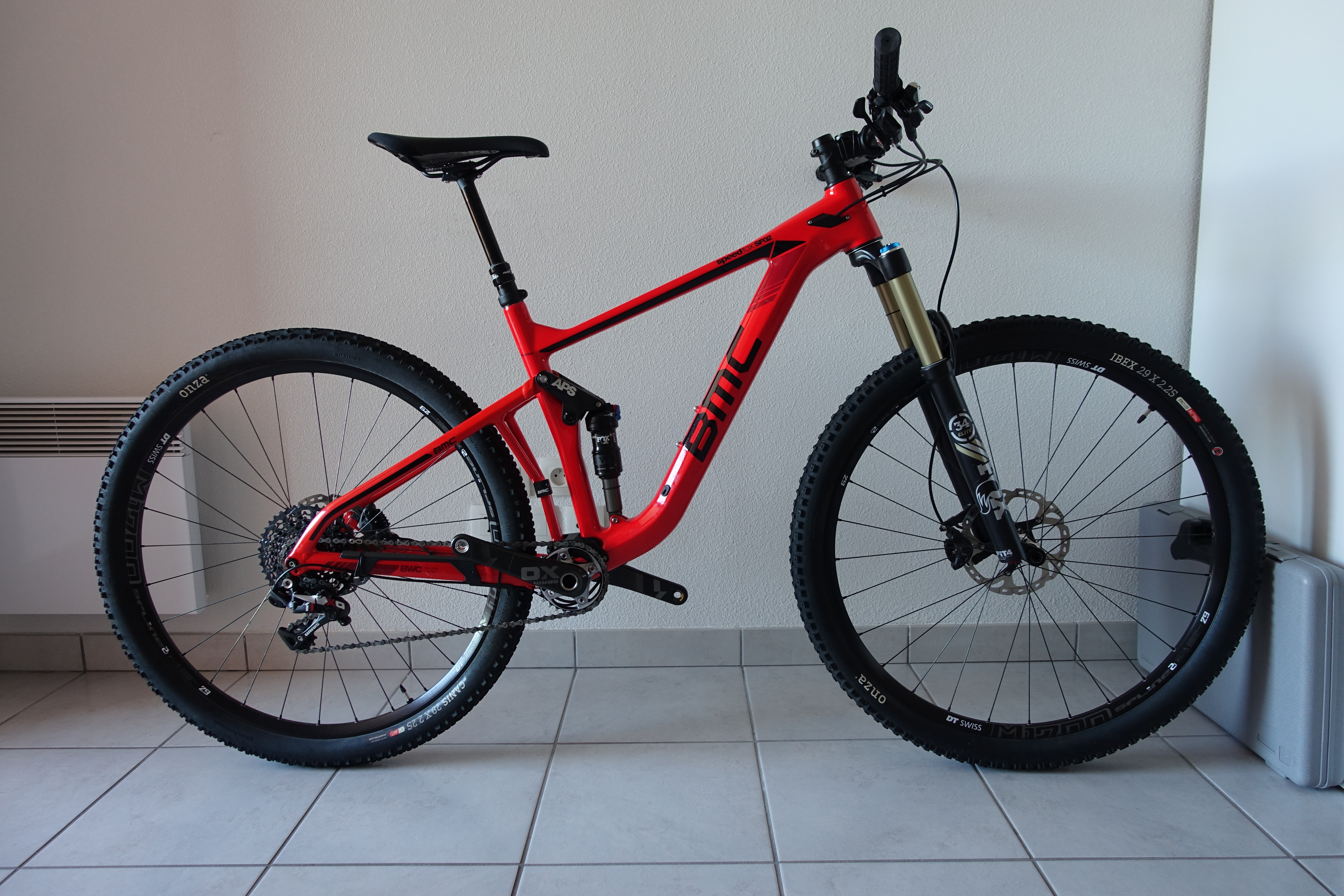
BMC Speedfox SF02.

Le BMC Speedfox est un vélo de type VTT tout-suspendu destiné à la pratique du all-mountain, conçu et fabriqué par le constructeur suisse BMC. C'est un vélo polyvalent, qui se destine essentiellement aux randonneurs sportifs.

## Caractéristiques

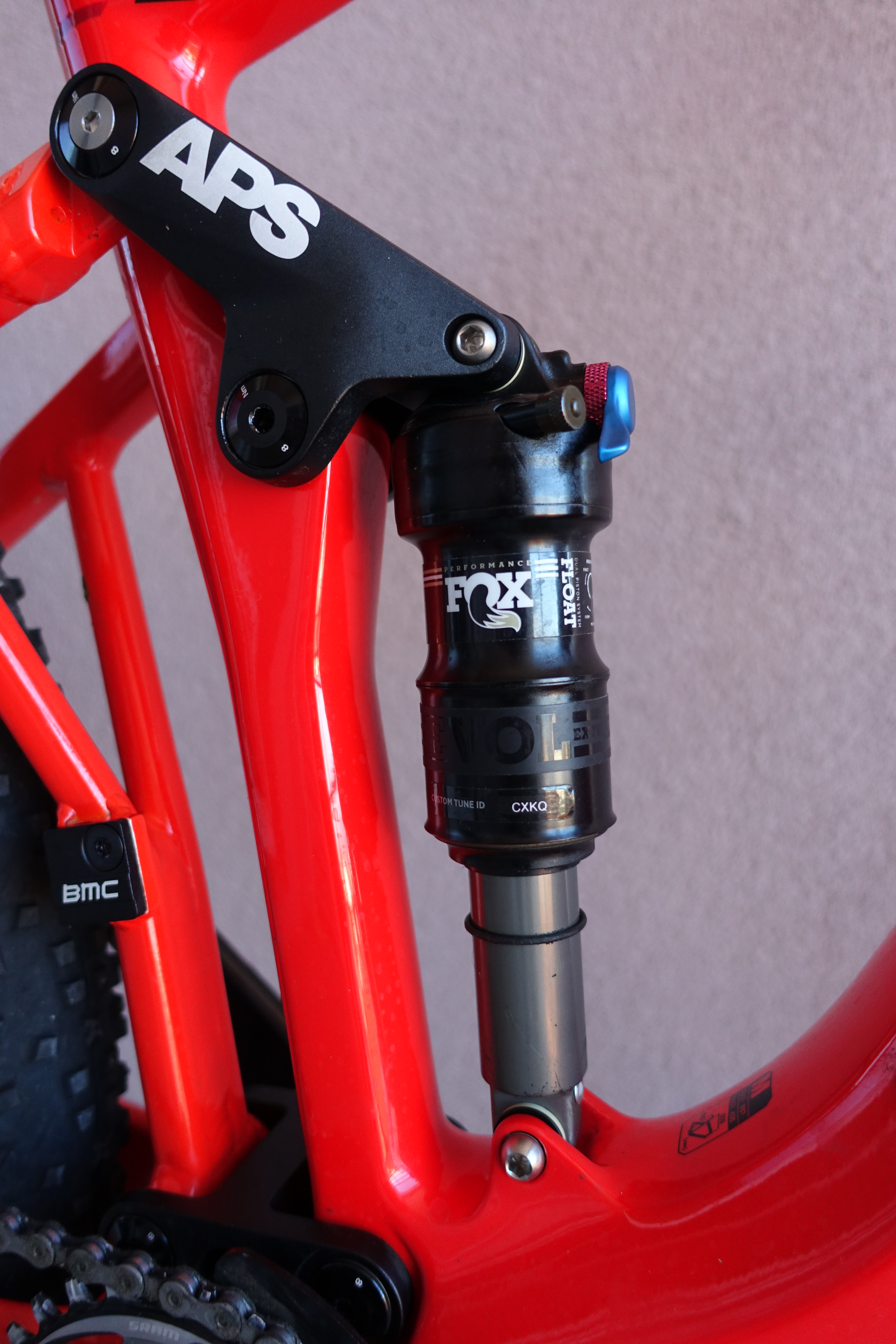
L'amortisseur arrière de 130 mm de débattement est fourni par Fox Racing Shox.

Le speedfox est ré-apparu en 2015 dans la gamme BMC dans une version en roues de 29 pouces et 130 mm de débattement avant et arrière. La géométrie est caractéristique des 29 pouces de BMC, avec un boitier de pédalier surdimensionné et des bases courtes.
C'est un vélo typé trail selon BMC, un vélo polyvalent, qui s'adresse aux randonneurs sportifs. Toutefois, son dynamisme pourrait lui permettre de participer à des compétitions de cross-country, des marathons, et ses capacités de descendeur le mène jusqu'aux frontières de l'enduro,,.
Contrairement aux autres modèles de VTT BMC (Team Elite, Fourstroke et Trailfox), le speedfox n'est pas destiné à l'utilisation en compétition. Toutefois, il est parfois utilisé sur les enduros les moins exigeants techniquement, comme par exemple sur la manche Irlandaise des Enduro World Series 2015 par François Bailly-Maître.

## Versions
À partir de 2015, le Speedfox est proposé en 3 versions commerciales, dénommées SF01, SF02 et SF03. La version la plus haut de gamme, le SF01 possède un cadre en fibre de carbone. Le cadre du SF02 est également en carbone, sauf le triangle arrière, qui est en aluminium, tandis que le SF03 est entièrement en aluminium.
- SF01 : 2 versions. Shimano XTR, SRAM XX[5]
- SF02 : 2 versions. shimano XT et XT-SLX[6]
- SF03 : 1 version. shimano XT-SLX[7]

Pour les modèles 2016, BMC introduit une version trailcrew en roues de 27.5 pouces.

## Critiques et récompenses
La qualité et le soin  des finitions sont très appréciés des testeurs,, en particulier le passage en interne des câbles, considéré comme l'un des mieux réalisé du marché. Ses capacités au pédalage sont considérées impressionnantes pour un vélo de ce débattement,. Grâce à des bases courtes, le vélo est particulièrement maniable dans les épingles. Le boitier de pédalier élevé permet de franchir des passages techniques ardus.
Parmi les défauts souvent mentionnés, la tige de selle téléscopique de 150 mm ne permet pas de descendre la selle assez bas pour certains utilisateurs,
.
Les pneus continental Mountain King et la fourche Fox Racing Shox 32 sont considérés par certains testeurs comme trop limités pour les capacités de descente du vélo,,,. Ces défauts ont été corrigés dans la gamme 2016, qui intègre une fourche Fox 34 et une monte pneumatique plus agressive.
Bike Radar attribue au vélo une note de 4/5, tandis que le magazine français vélo tout terrain lui donne 15,6/20.